# Alfred Margis
Alfred Margis (1874 – 1913) was een Frans componist en pianist. Vooral zijn walsen, liederen en dansen zijn bekend.

## Composities

### Werken voor orkest
- 1903 Home sweet home : au revoir : wals, op. 207
- 1906 Paris - Washington, marche, op. 53
- Espiritus del vino, Mexicaanse wals (samen met: Jack Berger)
- Paris-Vienne, marche
- Pathetic andante
- Valse royale - Roses de France, op. 23 - bewerkt door Frederic D. Wood

### Werken voor harmonieorkest
- 1901 Valse rose, op. 16 - bewerkt door: Charles Godfrey jr.
- 1901 Les Baisers, wals voor eufonium en harmonieorkest
- 1904 Valse Blonde - a Madame Paulette Sombreuse - bewerkt door Victor Charmettes
- 1904 Home sweet home, wals - bewerkt door: G.H. Reeves, pseudoniem van Louis-Philippe Laurendeau
- 1905 Songs of Germany : Potpourri nr. 1 - bewerkt door Louis-Philippe Laurendeau
  1. Meistersinger, Vorspiel
  2. Wohlauf noch getrunken
  3. Brüderlein fein
  4. Wer niemals einen Rausch gehabt
  5. In einem kühlen Grunde
  6. Mädle ruck, ruck
- 1905 Songs of Germany : Potpourri nr. 2 - bewerkt door G.H. Reeves
- 1906 A Christmas valse - La Forêt de Noël, op. 53 - bewerkt door Edwin G. Clarke
- Armenonville, valse lente voor klarinet en harmonieorkest - bewerkt door: M. Retford
- Garden Party', valse lente
- Premier Printemps, wals, op. 29 - bewerkt door Daniel Eyres Godfrey jr.
- The spellbinder, two-step intermezzo (samen met: Jack Berger) - bewerkt door Emil Ascher en Franz Mahl
- Valse Blanche, op. 24 - bewerkt door M. Retford
- Valse bleue - bewerkt door Louis-Philippe Laurendeau
- Valse royale - Roses de France, op. 23

### Vocale muziek
- 1901 Valse rose - valse chantée, eternellement, op. 16 - tekst: Eugène Heros
- 1902 The blue waltz, voor twee zangstemmen en piano - tekst: Thomas Hood
- 1906 La forêt de Noël : duo sur les motifs de "Christmas-valse", voor zangstem en piano, op. 51 - tekst: H. de Gorsse en G. Nanteuil
- 1906 Pour l'amour - sur les motifs de "Christmas-valse",  op. 52 - tekst: Paul Briollet en Leo Lelièvre
- Chrysanthèmes, voor zangstem en piano - tekst: Paul Jeanne de Fallois
- In dreams with you, voor zangstem en piano - tekst: Andrew B. Sterling
- Les Lapins, marche - tekst: Maurice de Féraudy

### Kamermuziek
- 1897 Valse bleue, voor viool en piano
- 1903 Paques fleuries, valse lente voor viool en piano, op. 31

### Werken voor piano
- 1900 Petite source - Souvenir du Quercy, wals
- 1901 Les Baisers, wals
- 1901 Valse rose - valse chantée, eternellement, op. 16
- 1902 Valse royale - roses de France, op. 23
- 1902 Valse Blanche, op. 24
- 1903 Armenonville, valse lente, op. 27
- 1903 Premier Printemps, valse, op. 29
- 1903 La châtelaine, valse lente, op. 30
- 1903 Pâques fleuries, valse lente, op. 31
- 1903 Fleur de neige, valse lente, op. 35
- 1903 Valse mauve
- 1903 Vous êtes si jolie, valse sur la ... Romance de Joseph Dieudonné Tagliafico
- 1904 Valse Matinale, op. 45
- 1906 Christmas Valse, op. 50
- 1909 Mimosa-valse
- Paris-Vienne, marche
- Valse bleue

### Filmmuziek
- Ideal girl - samen met: Jack Berger
- The spellbinder